# Convergys
Die Convergys Corporation war ein US-amerikanisches Unternehmen mit Stammsitz in Cincinnati, Ohio. Das Unternehmen war im Aktienindex S&P 500 gelistet und beschäftigte rund 115.000 Mitarbeiter. Die Geschäfte auf dem deutschsprachigen Markt betreuten insgesamt 7000 Mitarbeiter an 19 Standorten. Das Unternehmen betrieb Callcenter, Outsourcing und weitere Kundenservice-Dienstleistungen im Inbound sowie Outbound über die Kommunikationskanäle Telefon, E-Mail, Chat und Social Media. Im Oktober 2018 wurde Convergys von Synnex übernommen und in die Tochtergesellschaft Concentrix integriert.

## Konzernstruktur
Die Stream Global Services (vormals Global BPO Services Corp.), wurde im Januar 2014 von Convergys übernommen.
Im Juli 2016 übernahm Convergys die buw Holding in Osnabrück.
Beide Marken, die Logos und Designs der Unternehmen gingen in der Muttergesellschaft Convergys auf.

## Leistungen
Callcenter-Dienstleistungen: Convergys nahm telefonische, schriftliche oder digitale Anfragen im Auftrag anderer Unternehmen entgegen. In beiden Fällen handelte Convergys im Namen seiner Kunden, das heißt das Outsourcing von Kunden- oder Vertriebsdienstleistungen ist für Außenstehende nicht sofort ersichtlich. Nach Angaben des Unternehmens arbeitete Convergys branchenübergreifend.
- Inbound: Managen von eingehenden Telefonaten: Serviceanfragen, Hotlines oder technische Beratung.
- Inbound Sales: Personalisierte Kundenansprache durch Analyse-Modelle und Technologien, um Endkunden nach dem Servicegespräch das passende Produkt anbieten zu können.
- Outbound: Verkaufsvorbereitende Maßnahmen wie Analysen und Terminvereinbarungen mit Kunden bis hin zum Telefonverkauf.
- Chat: Schriftliche Beratung von Webseitenbesuchern und Beantwortung der online Anfragen.
- Schriftbearbeitung: Bearbeitung von Kundenanfragen per Brief, Fax oder Mail.
- Digitaler Kundenservice: Aufbau und Betrieb des Kundenservice in sozialen Netzwerken.
- Videotelefonie: Kundenservice per Video-Übertragung/Bildtelefonie.[12]

## Standorte
Der Hauptsitz für die deutschsprachigen Geschäfte von Convergys befanden sich in Osnabrück-Hellern. Des Weiteren war das Unternehmen in Berlin, Duisburg, Düsseldorf, Halle, Frankfurt am Main, Gera, Leipzig, Münster, Schwerin, Wismar und Wuppertal. Ausländische Standorte die von der deutschen Tochter betrieben wurden befanden sich in Cluj-Napoca und Timișoara in Rumänien und Pécs in Ungarn.